# Bangor (Wisconsin, falu)
Bangor falu az USA Wisconsin államában, La Crosse megyében. Lakosainak száma 1437 fő (2020. április 1.).

## Népesség
A település népességének változása:

| 2010 | 1 459 |
| 2020 | 1 437 |